# 마이클 올리세
마이클 악포비 올리세(프랑스어·영어: Michael Akpovie Olise, 프랑스어 발음: [maikəl olisɛ], 이보어 발음: [maɪ̯.kɛl ɔ.li.se], 2001년 12월 12일~)는 영국 태생 프랑스의 축구 선수로 포지션은 공격형 미드필더, 윙어이다. 이름의 영어식 발음은 마이클 올리세이(영어 발음: /ˈmaɪ.kəl ɒ.'li.seɪ/)이며 현재 분데스리가의 FC 바이에른 뮌헨과 프랑스 축구 국가대표팀에서 활동하고 있다.
아스널 FC, 첼시 FC, 맨체스터 시티 FC의 유소년팀을 거쳐 2017년 레딩 FC 유소년팀에 입단했고 2019년 레딩 1군에 데뷔했다. 2021년 크리스털 팰리스 FC로 이적했고 2023-24 시즌 PFA 올해의 영플레이어 수상 후보 명단에 올랐다. 그는 2024년 7월 FC 바이에른 뮌헨으로 이적했다.
올리세는 프랑스 연령별 축구 대표팀들을 거쳤고 2024년 하계 올림픽 남자 축구에 출전하는 프랑스 올림픽 축구 국가대표팀에 발탁되었다. 그는 2024년 올림픽에서 은메달을 획득했고 당해 9월 프랑스 축구 국가대표팀에 데뷔했다.

## 개인사
마이클에게는 리처드 올리세이라는 동생이 있다. 리처드는 수비수로 활동하고 있으며 2024년 12월 기준 첼시 FC에 소속되어 있다.